# Valencia (Bukidnon)
Pour les articles homonymes, voir Valencia.
Valencia est une ville de la province de Bukidnon, aux Philippines.

## Barangays
La ville de Valencia est subdivisée en 31 barangays:
- Bagontaas
- Banlag
- Barobo
- Batangan
- Catumbalon
- Colonia
- Concepcion
- Dagat-Kidavao
- Guinoyuran
- Kahapunan
- Laligan
- Lilingayon
- Lourdes
- Lumbayao
- Lumbo
- Lurugan
- Maapag
- Mabuhay
- Mailag
- Mount Nebo
- Nabago
- Pinatilan
- Poblacion
- San Carlos
- San Isidro
- Sinabuagan
- Sinayawan
- Sugod
- Tongantongan
- Tugaya
- Vintar